# Elektronische Verlautbarungs- und Informationsplattform des Bundes

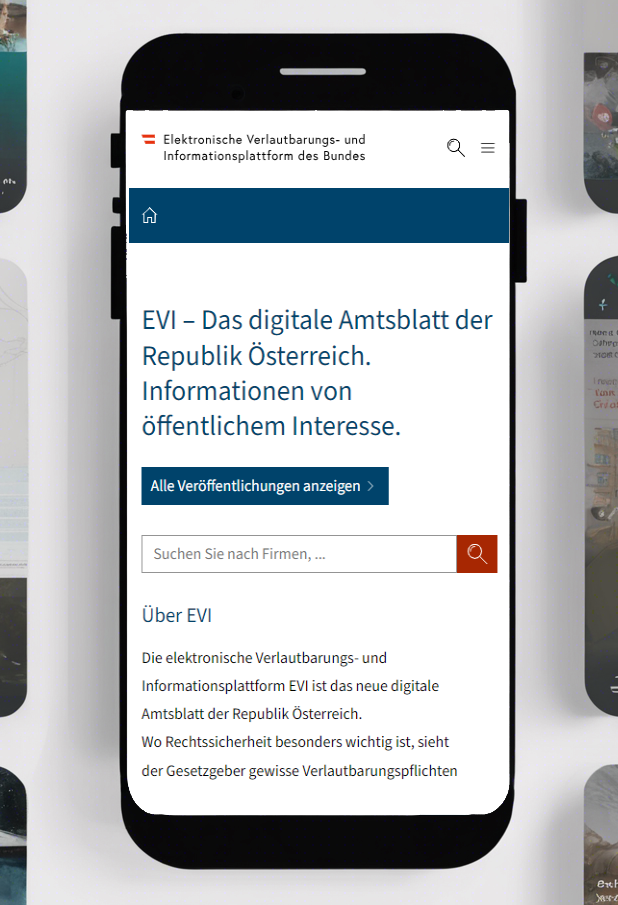
EVI – das digitale Amtsblatt

Die Elektronische Verlautbarungs- und Informationsplattform, offiziell auch als EVI abgekürzt, ist ein staatliches Verkündungs- und Bekanntmachungsorgan (digitales Amtsblatt) der Republik Österreich, das auf Grundlage des Bundesgesetzes über die Wiener Zeitung GmbH und Einrichtung einer elektronischen Verlautbarungs- und Informationsplattform des Bundes (WZEVI-Gesetz) von der Wiener Zeitung betrieben wird.
Veröffentlichungen, die früher im Amtsblatt zur Wiener Zeitung erschienen sind, erfolgen seit dem 1. Juli 2023 ausschließlich online. Die Plattform ermöglicht es Bürgern, Unternehmen sowie der Verwaltung, relevante Informationen kostenfrei und ohne Registrierung zentral abzurufen. Inhalt sind verschiedene Bekanntmachungen und sonstige Informationen von öffentlichem Interesse.

## Geschichte
Das Amtsblatt zur Wiener Zeitung erschien bis zum 30. Juni 2023 als Teil der Wiener Zeitung und war bis zu diesem Zeitpunkt nach den geltenden gesetzlichen Grundlagen das zur Veröffentlichung amtlicher Verlautbarungen offiziell bestimmte Publikationsmedium der Republik Österreich.
Seit dem 1. Juli 2023 müssen die in Bundesgesetzen vorgeschriebenen Verlautbarungen, die zuvor in der Wiener Zeitung oder im Amtsblatt zur Wiener Zeitung veröffentlicht wurden, stattdessen über die Elektronische Verlautbarungs- und Informationsplattform erfolgen. Dies ändert die Stelle, aber nicht die grundsätzliche Pflicht der Bekanntmachung. Der Inhalt und die verpflichteten Rechtsträger der Bekanntmachungen bestimmen sich weiterhin nach den jeweiligen Bundesgesetzen.

## Ziele
Durch die Verfügbarkeit wichtiger Informationen in digitaler Form wird es für Bürger mit Internetzugang einfacher, sich über wichtige Entscheidungen und Entwicklungen zu informieren bzw. informieren zu lassen. Im Archiv der Elektronischen Verlautbarungs- und Informationsplattform werden Veröffentlichungen aus dem gedruckten Amtsblatt zur Wiener Zeitung aus der Zeit vor dem 1. Juli 2023 bereitgestellt.